# Завьялов, Герман Николаевич
Ге́рман Никола́евич Завья́лов (8 октября 1937, д. Зарянка, Омская область, РСФСР — 21 февраля 2016, Томск, Российская Федерация) — советский и российский художник, путешественник. Заслуженный художник Российской Федерации.

## Биография
Родился в семье сельских учителей. В 1960 г. закончил художественное училище им. К. А. Савицкого, а в 1966 г. — Московский государственный художественный институт им. В. И. Сурикова. С 1966 г. работал в «Томских художественно-производственных мастерских».
С 1967 г. был участником ряда выставок в СССР, с 1975 г. получил возможность проводить персональные выставки: Москва (1975), Белгород (1976), Томск (1977 и 1987), Новокузнецке (1995), Стрежевой (1996). Свой 70-летний юбилей (2007) живописец отметил в Москве, персональной выставкой в Центральном доме художника.
Член Союза художников РСФСР с 1970 г.
Был известен тем, что в одиночку на парусах проплыл вдоль побережья Северного Ледовитого океана, ходил в Восточно-Сибирском море. Являлся автором пейзажей на Чёрном море.
В 2007 г. был удостоен звания «Заслуженный художник Российской Федерации».
Автор более 3000 картин, многие из которых представлены в музеях Томска, Омска, Иркутска, Комсомольска-на-Амуре, Кемерова, хранятся во многих отечественных частных коллекциях, а также в частных собраниях Франции, Германии, Швейцарии, Польши, Израиля, Японии, Америки и других стран.
Неоднократно в советское время избирался в правление Томской организации Союза художников РСФСР, являлся членом выставкома зональных выставок, членом комиссии по живописи правления Союза художников РСФСР.